# Primvs Derby
Primvs Derby (română Primul Derby), cunoscut și sub numele de Unicul Derby, se referă la meciurile de fotbal dintre Petrolul Ploiești și Rapid București.

## Istoric

### Două echipe de top ale campionatului
Actuala echipă Petrolul Ploiești s-a înființat în București, în 1924, pe când se numea Juventus și juca pe Stadionul Romcomit. Mutată în 1952 la Ploiești, echipa bucureșteană și-a schimbat numele în Flacăra, denumire specifică pentru fotbalul din perioada comunistă. În decembrie 1958, prahovenii au devenit Petrolul și au început ascensiunea în prima ligă. Primul meci dintre cele două echipe are loc pe 1 noiembrie 1931 în regiunea București a Diviziei A, partida încheindu-se cu scorul de 3-3.
În sezonul 1965-1966, Petrolul și Rapid s-au luptat pentru titlul de campioană a României, iar câștig de cauză au avut prahovenii. Echipa antrenată pe atunci de Constantin Cernăianu s-a impus în fața rivalei și a obținut ultimul titlu în campionat din istoria clubului. Un an mai târziu, Rapidul s-a revanșat și a câștigat primul titlu, după o remiză la Ploiești. În luptă cu Dinamo pentru primul loc, giuleștenii aveau nevoie de un punct în meciul cu Petrolul din ultima etapă. Rică Răducanu și colegii lui au obținut egalul, scor 0-0, iar suporterii Rapidului s-au întors pe jos din Ploiești, așa cum promiseseră înaintea meciului. Printre miile de fani s-a aflat și Ioana Radu, cunoscuta cântăreață de muzică populară și un mare fan al rapidiștilor.

### Retrogradări, promovări și o finală de vis
La finalul sezonului 1973-1974, ambele echipe au retrogradat împreună în Divizia B. În perioada 1978-1982, ambele echipe se aflau în Divizia B. Meciul culminant dintre cele două a avut loc în primăvara anului 1982, pe Stadionul Steaua, în fața a 35.000 de spectatori, în etapa a 30-a din Divizia B. Rapidiștii s-au impus cu un clar 5-1. Un alt meci de referință între cele două echipe reprezintă finala Cupei României din 1995, la sfârșitul căruia Petrolul a câștigat cea de-a doua cupă din palmares, după ce a învins-o pe Rapid la loviturile de departajare. În perioada 1983-2004, ambele echipe se aflau în Diviza A, Petrolul retrogradând ulterior la finalul sezonului 2003-2004.

### Falimente și renașterea
În 2011, Petrolul a promovat înapoi în Liga I, însă perioada ce a urmat a fost devastatoare pentru ambele cluburi. În vara lui 2016, după ce ambele sufereau de mai multe probleme financiare, ele au intrat într-un final în faliment și au întrerupt o rivalitate mai lungă de 80 de ani. Ulterior, ambele echipe s-au reînființat și au reușit să se redreseze. În octombrie 2019, la mai bine de la 4 ani de la ultima dispută, cele două cluburi se întâlnesc din nou, de data aceasta în Liga a II-a, meciul încheindu-se cu scorul de 1-0 pentru Rapid. În 2021, Rapid a promovat în Liga I, fiind urmată și de Petrolul un an mai târziu.

## Trofee acumulate
| Competiția           | TPet | TRap |
| -------------------- | ---- | ---- |
| Campionatul României | 4    | 3    |
| Cupa României        | 3    | 13   |
| Supercupa României   | 1    | 4    |
| Total                | 7    | 20   |

## Rezultatele confruntărilor directe

Diagrama pozițiilor anuale ale Petrolului și ale Rapidului din 1932 și până în 2024.

La data de 29 noiembrie 2024.
| Competiția           | M   | VPet | E  | VRap |
| -------------------- | --- | ---- | -- | ---- |
| Campionatul României | 104 | 29   | 27 | 48   |
| Liga a II-a          | 10  | 6    | 0  | 4    |
| Cupa României        | 11  | 3    | 1  | 7    |
| Total                | 125 | 38   | 28 | 59   |

### Toate meciurile
Victorie Petrolul Ploiești
      Egal
      Victorie Rapid București
Toate meciurile cunoscute, până la 29 noiembrie 2024.

#### Campionat
| Sezon                                                                   | Ligă        | Eșalon | Rapid București vs Petrolul Ploiești | Rapid București vs Petrolul Ploiești | Rapid București vs Petrolul Ploiești | Petrolul Ploiești vs Rapid București | Petrolul Ploiești vs Rapid București | Petrolul Ploiești vs Rapid București |
| Sezon                                                                   | Ligă        | Eșalon | Data                                 | Stadion                              | Scor                                 | Data                                 | Stadion                              | Scor                                 |
| ----------------------------------------------------------------------- | ----------- | ------ | ------------------------------------ | ------------------------------------ | ------------------------------------ | ------------------------------------ | ------------------------------------ | ------------------------------------ |
| 1934–35                                                                 | Divizia A   | 1      | 9 septembrie 1934                    | Necunoscut                           | 2–1                                  | 25 mai 1935                          | Necunoscut                           | 3–4                                  |
| 1935–36                                                                 | Divizia A   | 1      | Necunoscut                           | Necunoscut                           | 4–1                                  | Necunoscut                           | Necunoscut                           | 1–3                                  |
| 1936–37                                                                 | Divizia A   | 1      | 26 septembrie 1936                   | Necunoscut                           | 4–1                                  | 21 mai 1937                          | Necunoscut                           | 2–4                                  |
| 1938–39                                                                 | Divizia A   | 1      | 27 august 1938                       | Necunoscut                           | 0–1                                  | 30 aprilie 1939                      | Necunoscut                           | 0–4                                  |
| 1939–40                                                                 | Divizia A   | 1      | 6 iunie 1940                         | Necunoscut                           | 4–1                                  | 3 decembrie 1939                     | Necunoscut                           | 2–2                                  |
| Al Doilea Război Mondial                                                |             |        |                                      |                                      |                                      |                                      |                                      |                                      |
| 1946–47                                                                 | Divizia A   | 1      | 8 decembrie 1946                     | Potcoava                             | 0–1                                  | 15 iunie 1947                        | Necunoscut                           | 5–1                                  |
| 1947–48                                                                 | Divizia A   | 1      | 21 februarie 1948                    | Potcoava                             | 2–0                                  | 4 septembrie 1947                    | Necunoscut                           | 3–2                                  |
| 1948–49                                                                 | Divizia A   | 1      | 27 noiembrie 1948                    | Potcoava                             | 1–1                                  | 2 iulie 1949                         | Necunoscut                           | 4–1                                  |
| 1950                                                                    | Divizia A   | 1      | 23 aprilie 1950                      | Potcoava                             | 1–0                                  | 14 octombrie 1950                    | Necunoscut                           | 1–0                                  |
| 1951                                                                    | Divizia A   | 1      | 30 septembrie 1951                   | Potcoava                             | 0–0                                  | 6 mai 1951                           | Necunoscut                           | 0–2                                  |
| Juventus București s-a mutat la Ploiești și a devenit Petrolul Ploiești |             |        |                                      |                                      |                                      |                                      |                                      |                                      |
| 1954                                                                    | Divizia A   | 1      | 24 octombrie 1954                    | Potcoava                             | 3–0                                  | 16 mai 1954                          | Municipal                            | 0–2                                  |
| 1956                                                                    | Divizia A   | 1      | 23 septembrie 1956                   | Potcoava                             | 1–2                                  | 29 aprilie 1956                      | Municipal                            | 1–1                                  |
| 1957-58                                                                 | Divizia A   | 1      | 6 octombrie 1957                     | Potcoava                             | 0–0                                  | 18 mai 1958                          | Petrolul                             | 0–2                                  |
| 1958-59                                                                 | Divizia A   | 1      | 24 mai 1959                          | Potcoava                             | 0–0                                  | 9 noiembrie 1958                     | Petrolul                             | 3–1                                  |
| 1959-60                                                                 | Divizia A   | 1      | 12 iunie 1960                        | Potcoava                             | 1–1                                  | 15 noiembrie 1959                    | Petrolul                             | 1–1                                  |
| 1960-61                                                                 | Divizia A   | 1      | 23 octombrie 1960                    | Potcoava                             | 0–0                                  | 7 mai 1961                           | Petrolul                             | 1–2                                  |
| 1961-62                                                                 | Divizia A   | 1      | 2 iulie 1962                         | Potcoava                             | 2–2                                  | 26 noiembrie 1961                    | Petrolul                             | 3–1                                  |
| 1962-63                                                                 | Divizia A   | 1      | 24 martie 1963                       | Potcoava                             | 6–1                                  | 26 august 1962                       | Petrolul                             | 3–2                                  |
| 1963-64                                                                 | Divizia A   | 1      | 22 septembrie 1963                   | 23 August                            | 0–6                                  | 12 aprilie 1964                      | Petrolul                             | 0–1                                  |
| 1964-65                                                                 | Divizia A   | 1      | 11 aprilie 1965                      | Potcoava                             | 1–0                                  | 28 noiembrie 1964                    | Petrolul                             | 0–1                                  |
| 1965-66                                                                 | Divizia A   | 1      | 29 august 1965                       | Potcoava                             | 2–1                                  | 31 martie 1966                       | Petrolul                             | 1–0                                  |
| 1966-67                                                                 | Divizia A   | 1      | 19 februarie 1967                    | 23 August                            | 3–1                                  | 11 iunie 1967                        | Petrolul                             | 0–0                                  |
| 1967-68                                                                 | Divizia A   | 1      | 8 mai 1968                           | Potcoava                             | 4–0                                  | 22 octombrie 1967                    | Petrolul                             | 1–0                                  |
| 1968-69                                                                 | Divizia A   | 1      | 11 august 1968                       | Potcoava                             | 0–0                                  | 9 martie 1969                        | Petrolul                             | 0–2                                  |
| 1969-70                                                                 | Divizia A   | 1      | 3 decembrie 1969                     | Potcoava                             | 1–0                                  | 15 martie 1970                       | Petrolul                             | 2–0                                  |
| 1970-71                                                                 | Divizia A   | 1      | 27 martie 1971                       | Potcoava                             | 1–0                                  | 13 septembrie 1970                   | Petrolul                             | 0–0                                  |
| 1971-72                                                                 | Divizia A   | 1      | 5 septembrie 1971                    | Potcoava                             | 2–0                                  | 26 martie 1972                       | Petrolul                             | 1–0                                  |
| 1972-73                                                                 | Divizia A   | 1      | 15 octombrie 1972                    | Potcoava                             | 1–0                                  | 28 aprilie 1973                      | Petrolul                             | 1–0                                  |
| 1973-74                                                                 | Divizia A   | 1      | 12 mai 1974                          | Potcoava                             | 2–0                                  | 28 octombrie 1973                    | Petrolul                             | 1–1                                  |
| 1978-79                                                                 | Divizia B   | 2      | 10 decembrie 1978                    | Potcoava                             | 0–1                                  | 24 iunie 1979                        | Petrolul                             | 2–0                                  |
| 1979-80                                                                 | Divizia B   | 2      | 2 septembrie 1979                    | Potcoava                             | 1–0                                  | 23 martie 1980                       | Petrolul                             | 3–0                                  |
| 1980-81                                                                 | Divizia B   | 2      | 24 mai 1981                          | Potcoava                             | 3–2                                  | 2 noiembrie 1980                     | Petrolul                             | 3–0                                  |
| 1981-82                                                                 | Divizia B   | 2      | 23 mai 1982                          | Steaua                               | 5–1                                  | 1 noiembrie 1981                     | Petrolul                             | 1–0                                  |
| 1983-84                                                                 | Divizia A   | 1      | 21 februarie 1984                    | Republicii                           | 1–0                                  | 3 septembrie 1983                    | Petrolul                             | 3–1                                  |
| 1985-86                                                                 | Divizia A   | 1      | 11 august 1985                       | Rapid-Giulești                       | 2–0                                  | 11 martie 1986                       | Petrolul                             | 2–0                                  |
| 1986-87                                                                 | Divizia A   | 1      | 11 aprilie 1987                      | Rapid-Giulești                       | 2–1                                  | 28 septembrie 1986                   | Petrolul                             | 3–0                                  |
| 1987-88                                                                 | Divizia A   | 1      | 6 septembrie 1987                    | Rapid-Giulești                       | 0–1                                  | 19 martie 1988                       | Petrolul                             | 0–0                                  |
| 1990-91                                                                 | Divizia A   | 1      | 28 noiembrie 1990                    | Rapid-Giulești                       | 2–1                                  | 16 iunie 1991                        | Ilie Oană                            | 1–0                                  |
| 1991-92                                                                 | Divizia A   | 1      | 24 noiembrie 1991                    | Rapid-Giulești                       | 2–0                                  | 24 mai 1992                          | Ilie Oană                            | 0–0                                  |
| 1992-93                                                                 | Divizia A   | 1      | 14 martie 1993                       | Rapid-Giulești                       | 1–0                                  | 16 august 1992                       | Ilie Oană                            | 1–1                                  |
| 1993-94                                                                 | Divizia A   | 1      | 7 decembrie 1994                     | Rapid-Giulești                       | 0–0                                  | 14 iunie 1995                        | Ilie Oană                            | 2–0                                  |
| 1995-96                                                                 | Divizia A   | 1      | 8 noiembrie 1995                     | Rapid-Giulești                       | 1–0                                  | 13 aprilie 1996                      | Ilie Oană                            | 2–1                                  |
| 1996-97                                                                 | Divizia A   | 1      | 26 octombrie 1996                    | Rapid-Giulești                       | 0–1                                  | 3 mai 1997                           | Ilie Oană                            | 1–1                                  |
| 1997-98                                                                 | Divizia A   | 1      | 30 august 1997                       | Rapid-Giulești                       | 2–1                                  | 7 martie 1998                        | Ilie Oană                            | 1–1                                  |
| 1998-99                                                                 | Divizia A   | 1      | 20 septembrie 1998                   | Rapid-Giulești                       | 2–1                                  | 17 aprilie 1999                      | Ilie Oană                            | 2–2                                  |
| 1999-00                                                                 | Divizia A   | 1      | 17 septembrie 1999                   | Rapid-Giulești                       | 2–0                                  | 1 aprilie 2000                       | Ilie Oană                            | 4–2                                  |
| 2000-01                                                                 | Divizia A   | 1      | 6 august 2000                        | Rapid-Giulești                       | 3–1                                  | 10 martie 2001                       | Ilie Oană                            | 1–2                                  |
| 2001-02                                                                 | Divizia A   | 1      | 3 noiembrie 2001                     | Giulești-Valentin Stănescu           | 4–1                                  | 18 mai 2002                          | Ilie Oană                            | 0–2                                  |
| 2003-04                                                                 | Divizia A   | 1      | 2 noiembrie 2003                     | Giulești-Valentin Stănescu           | 2–0                                  | 12 mai 2004                          | Ilie Oană                            | 0–2                                  |
| 2011-12                                                                 | Liga I      | 1      | 11 martie 2012                       | Giulești-Valentin Stănescu           | 2–0                                  | 13 august 2011                       | Municipal (Buzău)                    | 0–1                                  |
| 2012-13                                                                 | Liga I      | 1      | 9 martie 2013                        | Giulești-Valentin Stănescu           | 0–0                                  | 18 august 2012                       | Ilie Oană                            | 0–0                                  |
| 2014-15                                                                 | Liga I      | 1      | 13 martie 2015                       | Giulești-Valentin Stănescu           | 1–1                                  | 16 august 2014                       | Ilie Oană                            | 0–0                                  |
| 2019-20                                                                 | Liga a II-a | 2      | 16 octombrie 2019                    | Regie                                | 1–0                                  | 6 noiembrie 2020                     | Ilie Oană                            | 2–0                                  |
| 2022-23                                                                 | SuperLiga   | 1      | 14 decembrie 2022                    | Arena Națională                      | 3–1                                  | 13 august 2022                       | Ilie Oană                            | 1–0                                  |
| 2023-24                                                                 | SuperLiga   | 1      | 13 august 2023                       | Rapid-Giulești                       | 0–2                                  | 15 decembrie 2023                    | Ilie Oană                            | 0–0                                  |
| 2024-25                                                                 | SuperLiga   | 1      | 29 noiembrie 2024                    | Rapid-Giulești                       | 1–1                                  | 29 iulie 2024                        | Ilie Oană                            | 1–0                                  |
| Sezon                                                                   | Ligă        | Eșalon | Data                                 | Stadion                              | Scor                                 | Data                                 | Stadion                              | Scor                                 |
| Sezon                                                                   | Ligă        | Eșalon | Rapid București vs Petrolul Ploiești | Rapid București vs Petrolul Ploiești | Rapid București vs Petrolul Ploiești | Petrolul Ploiești vs Rapid București | Petrolul Ploiești vs Rapid București | Petrolul Ploiești vs Rapid București |

#### Cupa României
| #  | Sezon           | Dată               | Faza competiției        | Echipa gazdă         | Rezultat         | Echipa oaspete                                        | Goluri (gazde)                                                            | Goluri (oaspeți)                     |
| -- | --------------- | ------------------ | ----------------------- | -------------------- | ---------------- | ----------------------------------------------------- | ------------------------------------------------------------------------- | ------------------------------------ |
| 1  | 1952            | 1 octombrie 1952   | Optimi de finală        | Locomotiva București | 0–2              | Flacăra Ploiești                                      | –                                                                         | –                                    |
| 2  | 1955            | 2 noiembrie 1955   | Optimi de finală        | Locomotiva București | 2–1              | Flacăra Ploiești                                      | –                                                                         | –                                    |
| 3  | 1956            | 25 noiembrie 1956  | Optimi de finală        | Locomotiva București | 3–1              | Energia Ploiești                                      | –                                                                         | –                                    |
| 4  | 1960-61         | 30 august 1961     | Optimi de finală        | Rapid București      | 3–1              | Petrolul Ploiești                                     | –                                                                         | –                                    |
| 5  | 1965-66         | 22 iunie 1966      | Sferturi de finală      | Rapid București      | 2–0              | Petrolul Ploiești                                     | –                                                                         | –                                    |
| 6  | 1994-95         | 21 iunie 1995      | Finala                  | Petrolul Ploiești    | 1–1 (5–3 d.l.d.) | Rapid București                                       | Claudiu Andreicuț (82')                                                   | Iulian Chiriță (87')                 |
| 7  | 2005-06         | 22 martie 2006     | Semifinale              | Rapid București      | 4–1              | Petrolul Ploiești                                     | D. Pancu (37'), D. Niculae (65'), V. Moldovan (67'), L. Burdujan (73')    | István Hadnagy (38')                 |
| 8  | 26 aprilie 2006 | Petrolul Ploiești  | Semifinale              | 3–3                  | Rapid București  | A. Stepanov (29'), A. Doneț (42'), L. Marinescu (87') | D. Niculae (22'), M. Constantin (48'), D. Pancu (53')                     |                                      |
| 9  | 2008-09         | 15 octombrie 2008  | Șaisprezecimi de finală | Petrolul Ploiești    | 2–3              | Rapid București                                       | C. Muțiu (22'), P. Tincu (85')                                            | R. Đalović (6'), Césinha (80', 119') |
| 10 | 2010-11         | 21 septembrie 2010 | Șaisprezecimi de finală | Rapid București      | 5–0              | Petrolul Ploiești                                     | S. Sburlea (15'), Ș. Grigorie (17'), M. António (18', 51'), Césinha (81') | –                                    |
| 11 | 2013-14         | 31 octombrie 2013  | Optimi de finală        | Rapid București      | 0–2              | Petrolul Ploiești                                     | –                                                                         | F. Doré (66'), J. Albín (73')        |